# A Bill of Divorcement (1922)
A Bill of Divorcement é um filme de drama mudo britânico de 1922, dirigido por Denison Clift e estrelado por Constance Binney, Fay Compton e Malcolm Keen. Foi adaptado da peça de Clemence Dane, A Bill of Divorcement, que mais tarde foi transformada em um filme sonoro de 1932.

## Elenco
- Constance Binney - Sidney Fairfield
- Fay Compton - Margaret Fairfield
- Malcolm Keen - Hilary Fairfield
- Henry Victor - Grey Meredith
- Henry Vibart - Dr. Aliot
- Martin Walker - Kit Pumphery
- Fewlass Llewellyn - Reverendo Christopher Pumphrey
- Dora Gregory - Hester Fairfield
- Sylvia Young - Bassett